# Dario Aita
Dario Aita (Palermo, 25 gennaio 1987) è un attore italiano.

## Biografia
Dario Aita nasce a Palermo nel 1987. Dopo aver conseguito la maturità classica presso il Liceo “Giovanni Meli” di Palermo, nel 2011 si diploma presso la scuola di recitazione del Teatro Stabile di Genova. Ha un fratello maggiore, Emmanuele Aita, anch'egli attore. Nel 2009, mentre frequenta il secondo anno dell'accademia, viene scritturato per il ruolo da co-protagonista per il film La prima linea di Renato De Maria. Nel 2010, nuovamente diretto da Renato De Maria, debutta sul piccolo schermo nella fiction di Rai 1 Il segreto dell'acqua. Nel 2012 interpreta il ruolo di Bernardo Strano nella fiction Questo nostro amore, per la regia di Luca Ribuoli. Sempre nello stesso anno gira la web serie Kubrick - Una storia porno, ideata e diretta da Ludovico Bessegato. Tra il 2015 e il 2016 torna a collaborare con il regista Luca Ribuoli in tre nuovi progetti targati Rai 1: la serie in costume Grand Hotel, dove interpreta Jacopo Alibrandi, la fiction L'allieva, tratta dai fortunati romanzi di Alessia Gazzola, dove interpreta il ruolo di Arthur Malcomess, e La mafia uccide solo d'estate, serie TV tratta dall'omonimo film di Pif, dove interpreta Rosario Trischitta. Nel 2016 è co-protagonista nel film Caffè di Cristiano Bortone, accanto a Miriam Dalmazio e in La cena di Natale di Marco Ponti.
Nel 2019, a partire dalla dodicesima stagione, entra a far parte del cast della fiction italiana campione di ascolti Don Matteo, dove interpreta il ruolo di Sergio La Cava.
Nel 2020 torna a recitare al fianco di Aurora Ruffino in Mi hanno sputato nel Milkshake, cortometraggio prodotto da Rai Fiction, premio Solinas e Tapeless Film.
Sempre nello stesso anno prende parte al film State a casa, per la regia di Roan Johnson, commedia nera ambientata in pieno lockdown, e al film Il giorno e la notte, regia di Daniele Vicari. La pellicola, disponibile dal 17 giugno 2021 su RaiPlay, è stata girata interamente a distanza durante la pandemia di COVID-19.
Nel 2021 entra nel cast di Noi, per la regia di Luca Ribuoli. La serie, prodotta da Cattleya in collaborazione con Rai Fiction, è un adattamento italiano della serie televisiva statunitense This Is Us. Lavora anche con il regista Paolo Sorrentino che lo dirige nel film Parthenope (2024) in concorso al Festival di Cannes.

### Vita privata
Dal 2013 ha una relazione con l'attrice Elena Gigliotti. Ad agosto 2024 nasce la loro prima figlia.

## Filmografia

### Cinema
- La prima linea, regia di Renato De Maria (2009)
- Anche no, regia di Alessio de Leonardis (2012)
- Caffè, regia di Cristiano Bortone (2016)
- La cena di Natale, regia di Marco Ponti (2016)
- Il giorno e la notte, regia di Daniele Vicari (2021)
- State a casa, regia di Roan Johnson (2021)
- Primadonna, regia di Marta Savina (2022)
- Parthenope, regia di Paolo Sorrentino (2024)

### Televisione
- Il segreto dell'acqua – serie TV, 6 episodi (2011)
- Questo nostro amore – serie TV, 24 episodi (2012-2017)
- Una grande famiglia – serie TV, episodi sconosciuti (2013)
- Rex – serie TV, episodio 6x10 (2014)
- Il giudice meschino, regia di Carlo Carlei – miniserie TV (2014)
- La strada dritta, regia di Carmine Elia – miniserie TV (2014)
- Grand Hotel – miniserie TV, puntate 1x01-1x02 (2015)
- Il candidato - Zucca presidente – serie TV, episodio 2x07 (2015)
- Donne – miniserie TV, puntata 04 (2016)
- L'allieva – serie TV, 20 episodi (2016-2018)
- La mafia uccide solo d'estate – serie TV, 17 episodi (2016-2018)
- Nel nome del popolo italiano – programma TV, puntata 02 (2017)
- Il cacciatore – serie TV, 6 episodi (2018)
- Prima che la notte, regia di Daniele Vicari – film TV (2018)
- Don Matteo – serie TV, 12 episodi (2020, 2022)
- Noi – serie TV (2022)
- La legge di Lidia Poët – serie TV, 8 episodi (2023-2024)

### Cortometraggi
- Non c'è tempo, regia di Aldo Guastini (2009)
- A Wonderful Life, regia di Immanuel Casto (2012)
- PGR, regia di Dario Aita e Pierpaolo Spollon (2015)
- Finché c'è vita c'è speranza, regia di Valerio Attanasio (2015)

### Webserie
- Kubrick - Una Storia Porno, regia di Ludovico Bessegato (2012)
- Le cose brutte, regia di Ludovico Bessegato (2013)

## Teatro
- Fortuna e sfortuna del nome di Pedro Calderón de la Barca, regia di Anna Laura Messeri (2009)
- Le tre sorelle di Anton Checov, regia di Massimo Mesciulam (2010)
- Cellule, regia di Dario Aita e Barbara Alesse (2011)
- Non vedo l'ora!, regia di Claudia Monti (2011)
- Trenofermo a Katzelmacher, regia di Dario Aita e Elena Gigliotti (2013)
- LapènLapèn, regia di Elena Gigliotti (2014)
- Il mercante di Venezia di William Shakespeare, regia di Valerio Binasco (2014)
- La bisbetica domata di William Shakespeare, regia di Elena Gigliotti e Dario Aita (2019)
- Uno sguardo dal ponte di Arthur Miller, regia di Valerio Binasco (2020)

## Riconoscimenti
- Cortinametraggio
  - 2014 – Miglior attore maschile (ex aequo a Flavio Furno) per Le cose brutte[14]

- 48 Hour Film Project
  - 2015 – Premio Speciale RUFA per il miglior talento (ex aequo a Pierpaolo Spollon) per la regia di PGR[15]

- Roma Creative Contest - Short Film Festival
  - 2016 – Miglior attore per Finché c'è vita c'è speranza[16]